# Linearer Graph

Der lineare Graph

Ein linearer Graph oder Pfadgraph ist ein Graph, der nur aus einem Pfad besteht. Lineare Graphen sind einfache Beispiele für Bäume. Sie haben keine Verzweigungen, sodass die mittleren Knoten den Grad 2, und die Endknoten den Grad 1 haben. Der lineare Graph mit {\displaystyle n} Knoten wird mit {\displaystyle P_{n}} bezeichnet.

## Graziöse Beschriftung
Lineare Graphen sind graziöse Graphen. Eine graziöse Beschriftung entsteht, wenn die Knoten mit den Zahlen {\displaystyle 1,n,2,n-1,3,n-3,\ldots } beschriftet werden. Diese Beschriftung ist bipartit.
Eine entsprechende graziöse Beschriftung für den linearen Graphen mit fünf Knoten zeigt die folgende Zeichnung.